# Elatostema macropus
Elatostema macropus är en nässelväxtart som beskrevs av H. Winkl.. Elatostema macropus ingår i släktet Elatostema och familjen nässelväxter. Inga underarter finns listade i Catalogue of Life.